# Italica

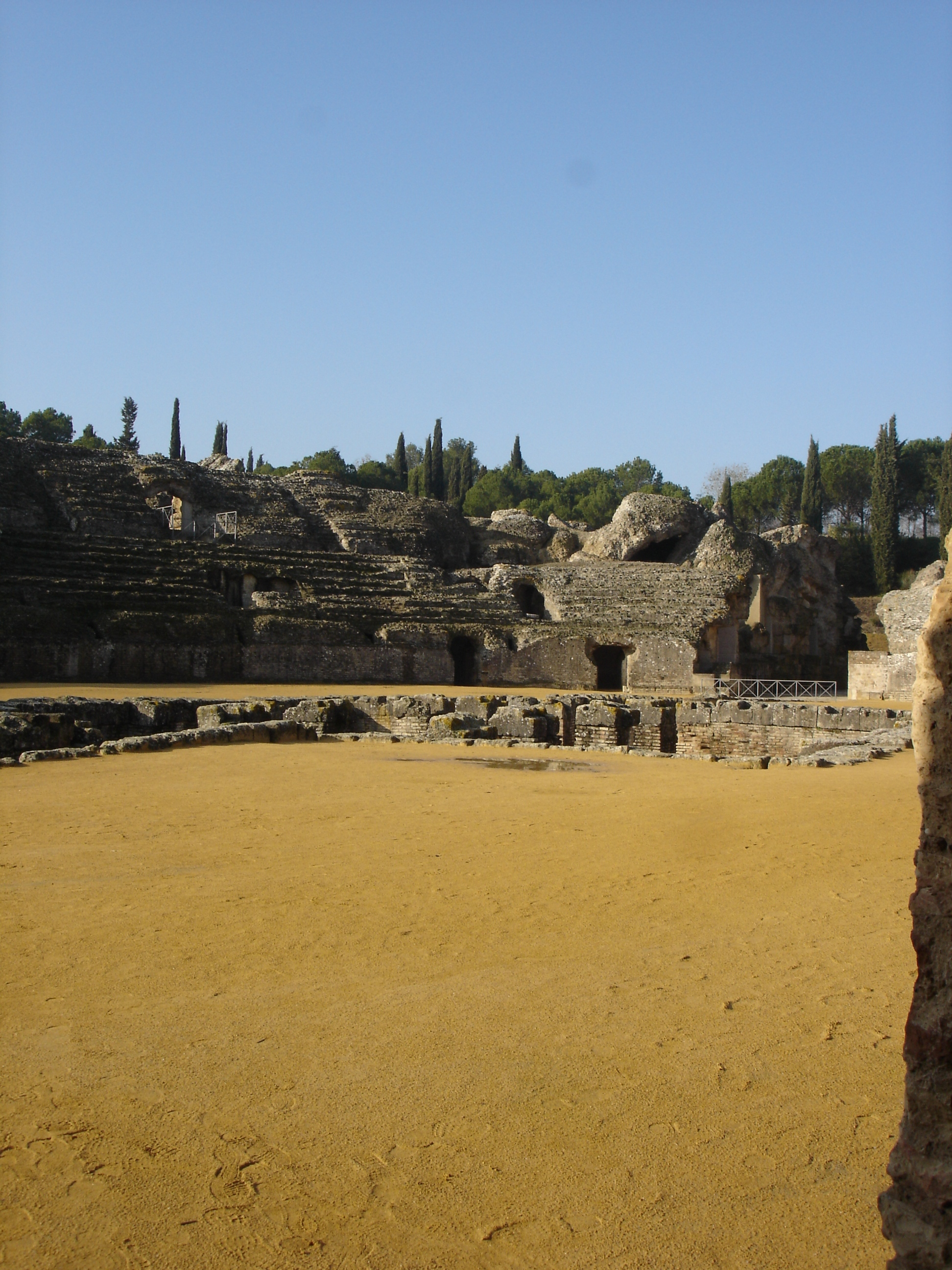
Amfiteatern i Italica

Staden Italica, norr om dagens Santiponce, 9 kilometer nordväst om Sevilla i Spanien, grundades enligt traditionen 206 f.Kr. av den romerske generalen Publius Cornelius Scipio Africanus för att inhysa romerska soldater som sårats i slaget vid Ilipa, där Karthagos armé besegrades under det andra puniska kriget. Namnet Italica anknöt möjligen till soldaternas italienska ursprung.
Italica var födelseort för de romerska kejsarna Trajanus och Hadrianus. Hadrianus var generös mot sin hemstad, som han gav ställning som  colonia, och anlade nya tempel, däribland ett Trajaneum till Trajanus ära, och återuppbyggde offentliga byggnader. Italicas amfiteater var 160 meter lång och hade plats för 25 000 åskådare - hälften så många som flaviska amfiteatern i Rom - och var den tredje största i imperiet. Stadens romerska befolkning beräknas till 8.000. Spelen och teaterföreställningarna som bekostades av den lokala aristokratin var ett sätt att etablera status.
Floden Guadalquivirs flodbädd skiftade och gjorde Italica isolerat och staden började krympa redan på 200-talet. Västgoterna använde Italica som befästning och senare blev staden biskopssäte. När morerna 711 angrep den Iberiska halvön började stadens förfall.
Senare växte Sevilla upp i närheten och ingen modern stad byggdes på Italicas plats. Därför är Italica en ovanligt välbevarad romersk stad i Hispania Baetica. Den övergivna staden användes länge som stenbrott. Utgrävningar gjordes första gången på 1700-talet, från 1781, särskilt under 1788, och åter från och med 1862, vilka fortgår än i dag.
Den moderna orten Santiponce ligger över den "gamla staden" från republikens tid och den förromerska iberiska staden. Den välbevarade staden är den nya staden (nova urbs) som anlades under Hadrianus översyn. Bland sevärdheterna i den delvis utgrävda staden finns, förutom amfiteatern, mosaikgolv, statyerna över Venus, Diana och Trajanus (originalen finns i det arkeologiska museet i Sevilla och på orten finns bara kopior), varma källor med offentliga bad (endast delvis utgrävda), samt den rekonstruerade romerska teatern utanför staden.